# Déservillers
Déservillers est une commune française située dans le département du Doubs, la région culturelle et historique de Franche-Comté et la région administrative Bourgogne-Franche-Comté.
Les habitants se nomment les Desevias.

## Géographie

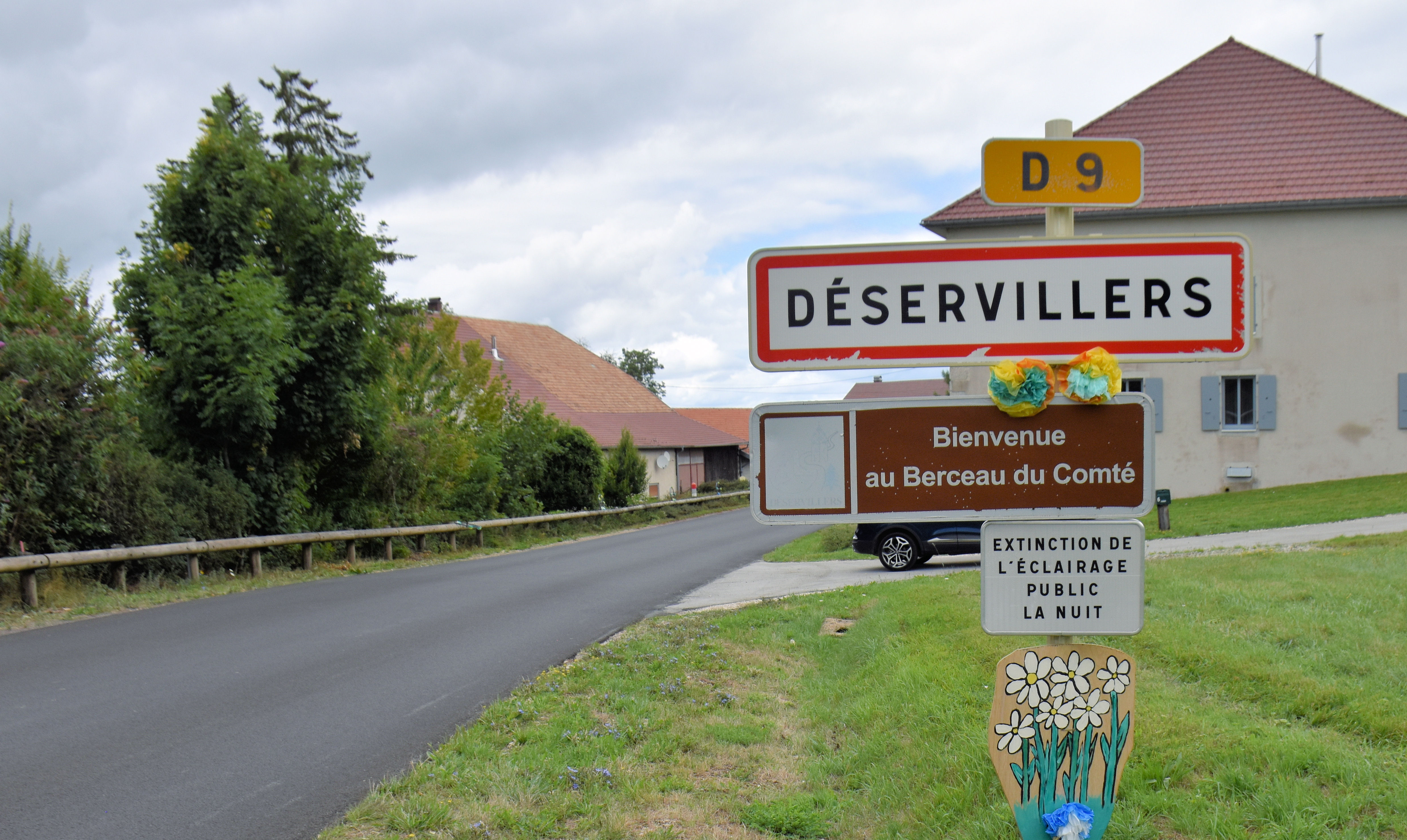
Une entrée du village.

### Géologie et relief
Déservillers est situé à une altitude comprise entre 611 mètres et 866 mètres, sur le rebord du deuxième plateau du massif du Jura, à l'est de Besançon, dans le Doubs. Vers l'Ouest, la vue est impressionnante et dépasse le faisceau bisontin situé à 30 km. À l'Est, par beau temps, la silhouette du Mont Blanc (cf.: la photo à la fin de cet article) coiffe une longue série de crêtes anticlinales allongées en fuseau (cf.: la photo plus bas). Le finage du village est à cheval sur plusieurs terroirs complémentaires : au centre, le village sur le pli-faille où émergent les sources ; à l'ouest le terroir de plateau calcaire (appelé plateau d'Amancey) qui fournit les céréales (blé et orge aujourd'hui, mais aussi avoine dans le passé), plateaux secs karstiques avec des avens ; à l'est du village, gouffres et grottes sur les failles, offrant les pâturages communaux (appelés les Crêtes), ainsi que des prés humides (Prés neufs, Prés de la Vieille-Folle, la Broche) sur quelques couches marneuses d'âge secondaire, plus humides et très exploités aussi dans cette région d'élevage. La commune compte, évidemment, des forêts mixtes de feuillus et résineux, propriétés communales et privées.
Cette complémentarité est celle de tous les villages du pli-faille qui court de la haute vallée de la Loue jusqu'à Salins-les-Bains (accident géologique appelé faisceau salinois). Elle explique en partie l'orientation vers des activités d'élevage depuis le Moyen Âge qui fut un âge d'or dans la région grâce aux mines de sel de Salins, avec la possibilité de nourrir de grosses communautés et la mise en place d'une culture fromagère précoce. Les "vachelins" fabriqués dans les fermes deviendront plus tard les meules de gruyère, désignées depuis les années 1980 par l'appellation Comté.
La géographie karstique du sous-sol de Déservillers est bien connue. Jadis, les paysans se servaient de ces gouffres (celui des Biefs Boussets, par exemple) pour y déposer les cadavres de leurs vieux chevaux. Ce qui explique la pollution qui fut éradiquée grâce à ces missions de spéléologie et l'installation d'une station d'épuration dans les années 1990, traitant aussi les eaux de la fromagerie. Les cinq gouffres sont les ouvertures sur le onzième réseau souterrain de France, le Verneau souterrain, dont la résurgence se trouve à Nans-sous-Sainte-Anne, à huit kilomètres de là. Plus de trente trois kilomètres de galeries ont été explorées et cartographiées (situation en 2001). Du 5 au 9 janvier 2008, six spéléologues ont été bloqués par la montée des eaux due à un redoux entre les Biefs Boussets et Nans-sous-Sainte-Anne. En raison de la dangerosité de la traversée (et des frais élevés des sauvetages), une autorisation est nécessaire pour effectuer la traversée.

### Climat
Pour des articles plus généraux, voir Climat de la Bourgogne-Franche-Comté et Climat du Doubs.
En 2010, le climat de la commune est de type climat de montagne, selon une étude du Centre national de la recherche scientifique s'appuyant sur une série de données couvrant la période 1971-2000. En 2020, Météo-France publie une typologie des climats de la France métropolitaine dans laquelle la commune est exposée à un climat semi-continental et est dans la région climatique  Jura, caractérisée par une forte pluviométrie en toutes saisons (1 000 à 1 500 mm/an), des hivers rigoureux. Si l'ensoleillement est plutôt jugé médiocre en moyenne, du fait des lacs et des vallées encaissées du Jura, les plateaux d'Amancey et de Levier et les plis comme celui sur lequel est juché le village jouissent de très belles journées ensoleillées l'hiver. 
Pour la période 1971-2000, la température annuelle moyenne est de 8 °C, avec une amplitude thermique annuelle de 16,6 °C. Le cumul annuel moyen de précipitations est de 1 510 mm, avec 14,1 jours de précipitations en janvier et 10,4 jours en juillet. Pour la période 1991-2020, la température moyenne annuelle observée sur la station météorologique de Météo-France la plus proche, « Coulans », sur la commune d'Éternoz à 3 km à vol d'oiseau, est de 10,5 °C et le cumul annuel moyen de précipitations est de 1 259,2 mm. 
La température maximale relevée sur cette station est de 38,7 °C, atteinte le 24 août 2023 ; la température minimale est de −18,9 °C, atteinte le 20 décembre 2009,,.
Les paramètres climatiques de la commune ont été estimés pour le milieu du siècle (2041-2070) selon différents scénarios d'émission de gaz à effet de serre à partir des nouvelles projections climatiques de référence DRIAS-2020. Ils sont consultables sur un site dédié publié par Météo-France en novembre 2022.

### Toponymie
Déservillers en 1243 ; Desserviller en 1259 ; Deserviler en 1260 ; Deservelers en 1275 ; Deserviller en 1369 ; Dessertveller en 1392.

## Urbanisme

### Typologie
Au 1er janvier 2024, Déservillers est catégorisée commune rurale à habitat dispersé, selon la nouvelle grille communale de densité à 7 niveaux définie par l'Insee en 2022.
En réalité, le village est un ancien village-tas, d'habitat groupé comme il s'en constituait au Moyen Age, et qui s'est desserré à deux reprises : à la fin du XIXe siècle, lorsqu'un maximum démographique a été atteint, et à la fin du XXe siècle lorsque l'automobile a permis de relier un lotissement au village centre et diffuser des habitations selon un principe classique d'étalement qu'on retrouve dans les banlieues des villes. Du reste, les fermes du centre se sont vidées de leurs animaux, et de nouveaux bâtiments agricoles de grande taille, pouvant abriter plusieurs dizaines de vaches et d'importants stocks de foin pour l'hiver et de matériel agricole ont surgi aux frontières du village, sur le modèle classique des banlieues urbaines. 
La commune est située hors unité urbaine. Par ailleurs la commune fait partie de l'aire d'attraction de Pontarlier (mais aussi de Besançon). Néanmoins elle est considérée comme une commune de la couronne pontissalienne,. Cette aire, qui regroupe 54 communes, est catégorisée dans les aires de moins de 50 000 habitants,.

### Occupation des sols

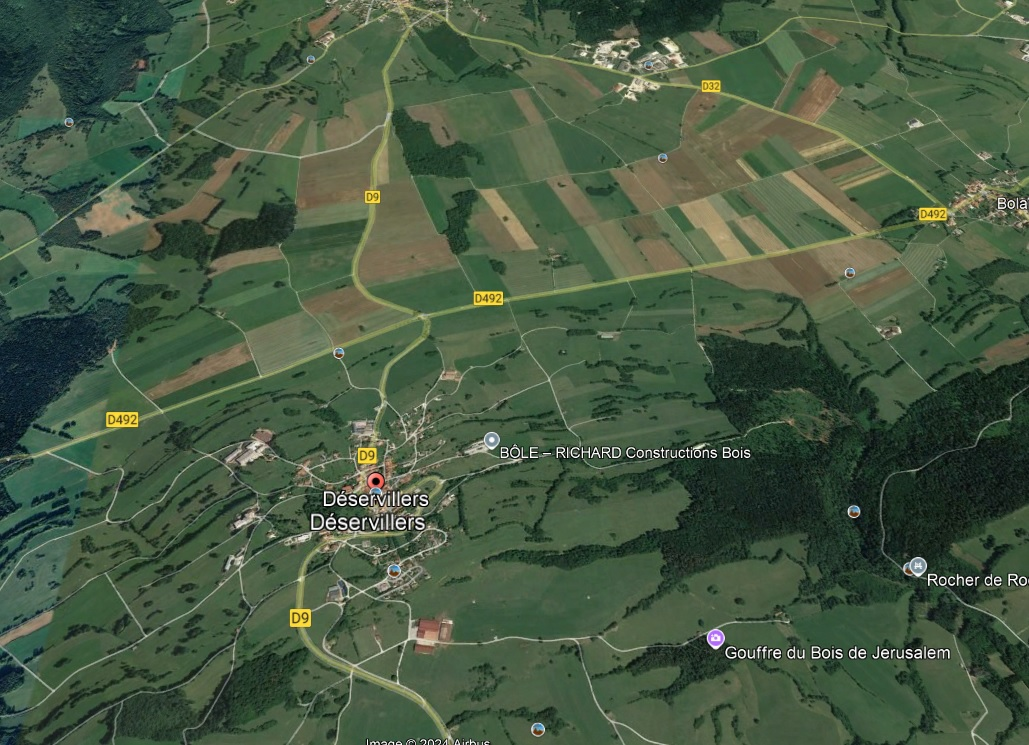
A l'ouest (en haut de la photo), l'openfield du plateau céréalier d'Amancey ; à l'est (moitié basse de la photo), les prairies et le bocage en cours de détricotage. Source : Google Earth.

L'occupation des sols de la commune, telle qu'elle ressort de la base de données européenne d’occupation biophysique des sols Corine Land Cover (CLC), est marquée par l'importance des territoires agricoles (75,1 % en 2018), en diminution par rapport à 1990 (76,1 %). La répartition détaillée en 2018 est la suivante : 
prairies (56,9 %), forêts (21,5 %), terres arables (11 %), zones agricoles hétérogènes (7,2 %), zones urbanisées (3,5 %). L'évolution de l’occupation des sols de la commune et de ses infrastructures peut être observée sur les différentes représentations cartographiques du territoire : la carte de Cassini (XVIIIe siècle), la carte d'état-major (1820-1866), les cartes ou photos aériennes de l'IGN pour la période actuelle (1950 à aujourd'hui) et de la Nasa avec Google Earth qui permet de bien évaluer la complémentarité des terroirs agricoles de céréales et d'élevage bovin (prairies). 

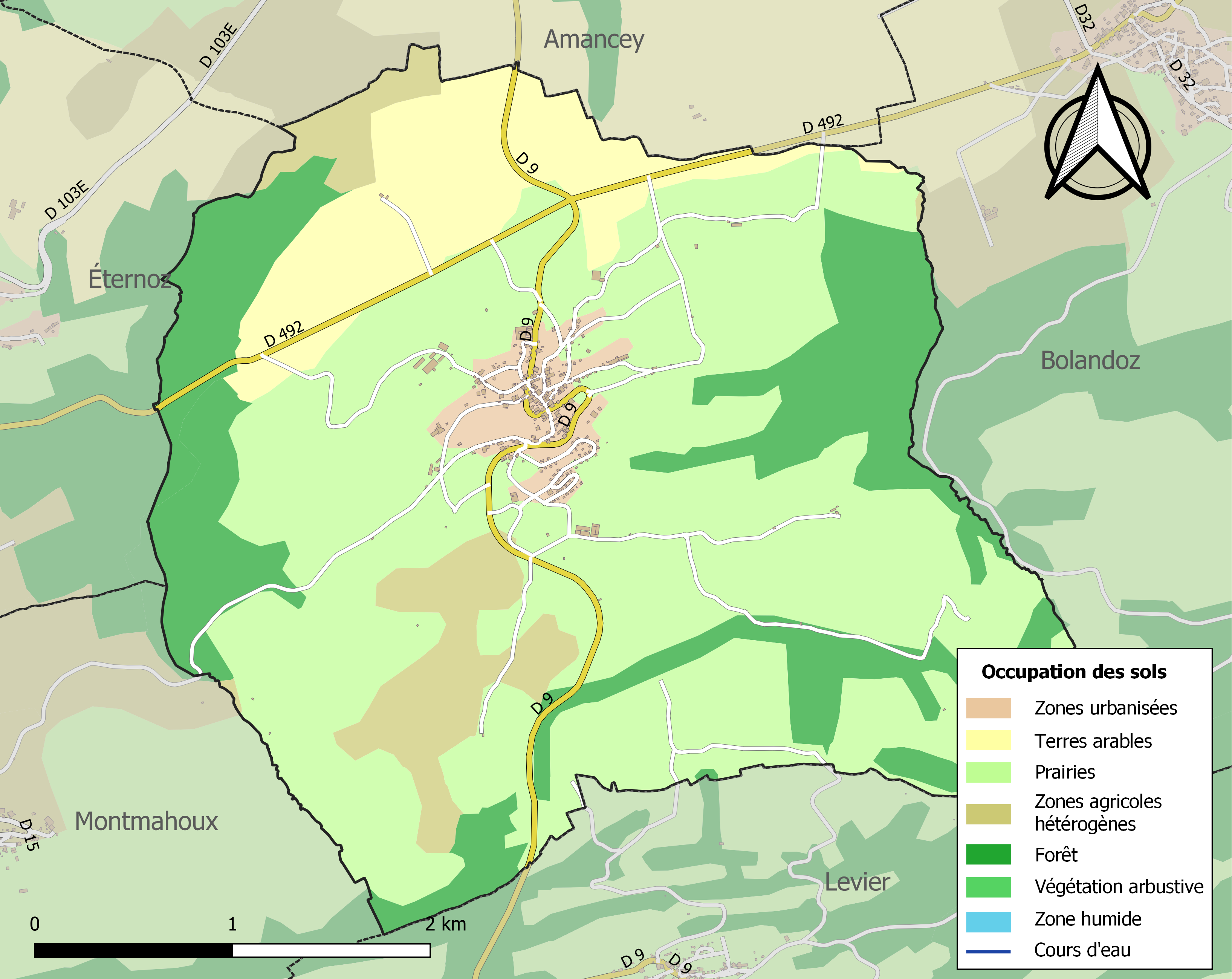
Carte des infrastructures et de l'occupation des sols de la commune en 2018 (CLC).

## Histoire
Dans le Dictionnaire des communes de l'historien Jean Courtieu (t. 3, Besançon, Cêtre, 1984), le plateau d'Amancey et Déservillers ont été peuplés à l'âge du bronze (plusieurs objets, dont des bracelets, une boucle d'oreille et un bandeau de bronze estampé datant de cette époque ayant été trouvés au XIXe siècle attestent de cette occupation. A l'époque romaine, la villa des Egliseries entre Déservillers et Bolandoz signale déjà des cultures de qualité et un défrichement.
Au cœur du Moyen-Age, Déservillers vit un âge d'or : il a déjà une église, la famille de Scey avait des droits de patronage sur l'église en 1243 et les donna cette année-là à l'abbaye de Buillon créée au XIIe siècle. En 1250, le chapitre métropolitain de Besançon acquit ce titre. En 1407, Hugonin de Scey, seigneur de Fertans, reconnut tenir en fief de l'archevêque, le droit de présentation à la cure. La paroisse de Déservillers a compté aussi Labergement-du-Navoy, les hameaux de l'Ermitage, Palantin, la Broche et une partie des moulins de Rochanon.
Selon Jean Courtieu, plusieurs familles étaient possessionnées dans la région, notamment les Montmorot, les Andelot, les Malans, les Vaudrey, les Cléron. La grande famille des Chalon, propriétaire des mines de sel de Salins, s'implante sur les plateaux du Jura et parvient à s'emparer de la presque totalité de la paroisse, très bien située entre leur forteresse de Montmahoux et la ville de Salins. En 1259, Gaucher d'Andel reconnait tenir en fief de Jean de Chalon tout ce qu'il y avait à Myon, Eternoz et Déservillers. En 1272, Jehan de Chalon-Arlay son successeur, achète d'autres biens, tels ceux de Perrin de Malans. Quant à la famille de Scey, première implantée, Jean de Chalon lui achète une forêt sous le village en 1282 et tous les autres biens en 1286.
La cohabitation dure jusqu'au XVIe siècle lorsqu'en 1523, Marguerite d'Autriche, souveraine du comté de Bourgogne, accorde aux habitants de Déservillers le partage et la propriété de leurs communaux. L'ère des Chalon est achevée. En 1670, alors que la Franche-Comté va bientôt passer sous les fourches de Louis XIV, les habitants se reconnaissent "bons et fidèles sujets de Sa Majesté à cause de sa Seigneurie d'Ornans et qu'à icelle appartient toute justice, haute, moyenne et basse et spécialement sur leurs communaux". Réunie à la France en 1674, la seigneurie de Déservillers fut achetée en 1697 par François Simonin d'Ornans et Pierre Patouillet, un marchand de Salins dont le nom restera attaché à Déservillers où sa descendance bâtira un château au Sud du village avec un parc fermé jusqu'au XXe siècle (la famille est toujours existante).Le village est touché par la terrible guerre des Dix-Ans, la peste en 1636 qui fauche les deux-tiers des habitants. Au XVIIIe, le village dépend de la châtellenie de Fertans.
Quand les premières données statistiques apparaissent à la fin du XVIIe siècle (1688), on compte 238 bêtes à cornes, 40 chèvres, 200 moutons et 19 chevaux. En 1795, peu de changement.
On mesure depuis le XVIe siècle la grande stagnation de la population depuis les statistiques données par Jean Courtieu : 1593 : 72 feux (familles), 390 habitants. 1614 : 54 feux. 1657 : 163 habitants. 1688 : 35 feux, 184 habitants. 1783 : 80 feux. 1790 : 577 habitants. Pour avoir une idée de l'évolution des patronymes, Jean Courtieu cite un recensement des noms de famille en 1750 : Bataillard, Besson, Bulle, Carré, Chatelain, Comte, Crétin, Demontrond, Fumey, Gobe, Grey, Guion, Labé, Lamy, Méneguin, Ménétrier, Micaud, Monnerot, Nicod, Panier, Plume, Pone, Raton, Rouge, Saucet, Tournier, Vautier, Vernu. Vingt-et un noms ont disparu en trois siècles.
En 1766, un appel de l'impératrice Marie-Thérèse d'Autriche souhaitant repeupler ses Etats dévastés par les guerres en appelant des familles "sachant travailler la terre" est entendu par des familles de Déservillers. Jean Courtieu a bien documenté cet épisode qui voit plusieurs dizaines de familles - dont les Grey et les Comte - quittèrent le village et les villages voisins du bailliage d'Ornans vers l'an 1770 pour s'installer, après bien des déboires, en Moravie méridionale l'année suivante, créant la colonie de Čejč. Les Français eurent la chance de rencontrer un certain baron Bosch, francophone, directeur des métaieries impériales qui les aida à s'installer dans cette petite ville d'eau complètement ruinée. En un an, vingt-huit fermes avaient été bâties. La misère des colons ne diminua pas, les locaux leur étaient assez hostiles. Peu connu en France, cet épisode l'est fort bien en Tchéquie, à l'origine d'une visite du ministre des Affaires étrangères tchèque en 1982 à Déservillers.
A la Révolution, les villageois acceptent la révolte, mais les administrations sont tellement antireligieuses qu'on signale en 1791 Déservillers comme un nid de fanatiques, cite Jean Courtieu, et on plaint des "désordres auxquels on se livre à Déservillers". Les deux curés, l'un constitutionnel, l'autre réfractaire sont l'objet d'une querelle, le second parvenant à chasser le premier du presbytère. La municipalité est suspendue par l'administration entre la fin de 1792 et jusqu'en 1800. La première moitié du XIXe siècle est calme, la commune prospère avec une population qui gagne plus de 250 habitants en cinquante ans et atteint son maximum démographique avec 821 habitants lorsque Napoléon III prend le pouvoir. La pression démographique est telle que le moulin de Rochanon accueille une famille de 5 personnes (14 sur Bolandoz), une famille de 10 habitants à La Broche, 15 à Palantin aujourd'hui disparus.
Après 1850, Déservillers entre dans une période faste. En 1866, on compte deux tailleurs d'habits, six couturières, trois blanchisseuses, trois cordonniers, un sabotier, un meunier (à Rochanon), deux auberges, deux épiceries, trois sages-femmes et un peu plus tard vers 1880 un menuisier facteur d'orgue à l'origine de l'instrument installé dans l'église. En 1852, la fruitière produit 70 tonnes de fromage. 50 ans plus tard, on compte trois ateliers qui transforment le lait de 400 vaches. Le 28 janvier 1871, une division de l'armée de Bourbaki fait halte dans le village. La communauté subit deux incendies, l'un le 14 décembre 1853, qui ruine une partie du nord du village avec 52 foyers, l'autre le 30 octobre 1905 qui est localisé au sud et détruit 11 maisons, dont certaines étaient magnifiquement peintes par un natif de Déservillers devenu chef des peintres de la Plaine Monceau à Paris, avec des scènes ruralisantes évoquant un semeur au-dessus duquel on pouvait lire : « Heureux celui qui, éloigné des affaires, cultive tranquillement le champ que son père lui a laissé ». On note également l'incendie criminel du "château" de Déservillers, qui appartenait au comte de Déservillers et qui était habité partiellement par M. Bole, cultivateur du lieu, le 18 octobre 1893. Les pompiers de la commune se sont concentrés sur le sauvetage des meubles, fort rares, dont une partie est restée dans les flammes. Ces derniers ont également reçu l'aide des pompiers des communes de Bolandoz, Reugney, Amancey, Eternoz, Chantrans et Montmahoux. Le château contenait 21 chambres, qui ont toutes brulé. Bien qu'il soit de moins en moins habité et quelque peu délaissé par ses propriétaires, il conservait des allures de noblesse. Construit sur le penchant nord du plateau, il était idéalement situé. Cet incendie était criminel, il fut causé par une Marie-Félicie-Aline Carrey, femme Bol, qui ne jouissait pas de toutes ses capacités mentales. Elle avait placé une échelle contre une lucarne pour pénétrer dans la grange et déclencher cet incendie. Un de ses fils l’a vu et a raconté le fait aux gendarmes d’Amancey. La malheureuse n’en était pas à son premier excès de folie et avait déjà essayé de se suicider en se jetant dans la citerne du château. Le château étant un peu éloigné des autres maisons, il n’y a pas eu de craintes de voir le feu se propager dans le reste du village et aucun autre bâtiment n’a été endommagé, si ce n’est que d’anciens arbres imposants situés dans le parc du château, notamment un tilleul remarquable au tronc mesurant jusqu’à 8 à 10 mètres de circonférence, qui a été partiellement détérioré. 
Déservillers devait payer un lourd tribut à la Première Guerre mondiale : 27 hommes tués et de nombreux blessés, mais heureusement un seul soldat fut tué à la Seconde Guerre mondiale et aucun pendant les guerres de décolonisation (Indochine, Algérie).  Depuis 1945, la population chute des deux-tiers du fait de la mécanisation de l'agriculture qui libère des bras pour les villes. L'artisanat disparaît lentement, le dernier cordonnier et le dernier forgeron arrêtent leurs activités dans les années 1980. Mais les entreprises se développent (la filière bois avec l'entreprise Bôle-Richard, la plasturgie et une brasserie artisanale (en 2017)  pendant quelques années, et une boulangerie de qualité, "Le chat des noisettes", au début des années 2010.
Déservillers s'enorgueillit  d'avoir possédé la plus ancienne coopérative fruitière à comté connue au monde. Sa création est attestée par des chartes de commerce possédées par la famille des Chalon. 1273 est la date officielle de fondation de cette fruitière.Aux XIIe et XIIIe siècles, les Chalon distribuaient le sel comtois (qu'ils commercialisaient très loin jusqu'en Suisse) aux paysans du plateau pour qu'ils leur fabriquent des "vachelins", terme ancien désignant ces grosses meules de fromage. Ils vendaient ensuite une partie de ces fromages de garde dans leur réseau. Notamment dans les régions où l'on avait besoin de produits non périssables pour les voyages au long cours, en particulier chez les navigateurs rochelais, espagnols et portugais dès la fin du XIVe siècle. Mais le commerce est aussi attesté avec l'Italie au Moyen Âge. Poligny dans le Jura, autoproclamée "capitale du Comté" depuis les années 2010 tente de faire valoir une antériorité dans l'histoire des fruitières alors que le développement du comté à Poligny est liée, non à la fabrication mais à l'affinage qui est une activité qui a à peine un siècle. Le ministre de l'Agriculture, Stéphane Le Foll, a rendu hommage au cours d'une cérémonie au village, à toute la filière fromagère organisée autour du CIGC (comité interprofessionnel du gruyère de Comté) qui fêtait ses cinquante ans à Déservillers le 12 juillet 2013, alors berceau du Comté.

## Politique et administration
| Période                                  | Période                     | Identité                                                  | Étiquette | Qualité  |
| ---------------------------------------- | --------------------------- | --------------------------------------------------------- | --------- | -------- |
| mars 2008                                | En cours (au 1er juin 2020) | Nathalie Van De Woestyne, Réélue pour le mandat 2020-2026 | DVG       | Employée |
| Les données manquantes sont à compléter. |                             |                                                           |           |          |

## Démographie
L'évolution du nombre d'habitants est connue à travers les recensements de la population effectués dans la commune depuis 1793. Pour les communes de moins de 10 000 habitants, une enquête de recensement portant sur toute la population est réalisée tous les cinq ans, les populations de référence des années intermédiaires étant quant à elles estimées par interpolation ou extrapolation. Pour la commune, le premier recensement exhaustif entrant dans le cadre du nouveau dispositif a été réalisé en 2006.

En 2022, la commune comptait 336 habitants, en évolution de −1,47 % par rapport à 2016 (Doubs : +1,88 %, France hors Mayotte : +2,11 %).
| 1793 | 1800 | 1806 | 1821 | 1831 | 1836 | 1841 | 1846 | 1851 |
| ---- | ---- | ---- | ---- | ---- | ---- | ---- | ---- | ---- |
| 605  | 539  | 619  | 704  | 700  | 720  | 743  | 774  | 821  |

| 1856 | 1861 | 1866 | 1872 | 1876 | 1881 | 1886 | 1891 | 1896 |
| ---- | ---- | ---- | ---- | ---- | ---- | ---- | ---- | ---- |
| 802  | 707  | 704  | 577  | 601  | 581  | 532  | 556  | 531  |

| 1901 | 1906 | 1911 | 1921 | 1926 | 1931 | 1936 | 1946 | 1954 |
| ---- | ---- | ---- | ---- | ---- | ---- | ---- | ---- | ---- |
| 530  | 507  | 449  | 425  | 432  | 389  | 405  | 398  | 370  |

| 1962 | 1968 | 1975 | 1982 | 1990 | 1999 | 2006 | 2011 | 2016 |
| ---- | ---- | ---- | ---- | ---- | ---- | ---- | ---- | ---- |
| 338  | 309  | 264  | 263  | 288  | 264  | 283  | 332  | 341  |

| 2021 | 2022 | - | - | - | - | - | - | - |
| ---- | ---- | - | - | - | - | - | - | - |
| 339  | 336  | - | - | - | - | - | - | - |

## Économie

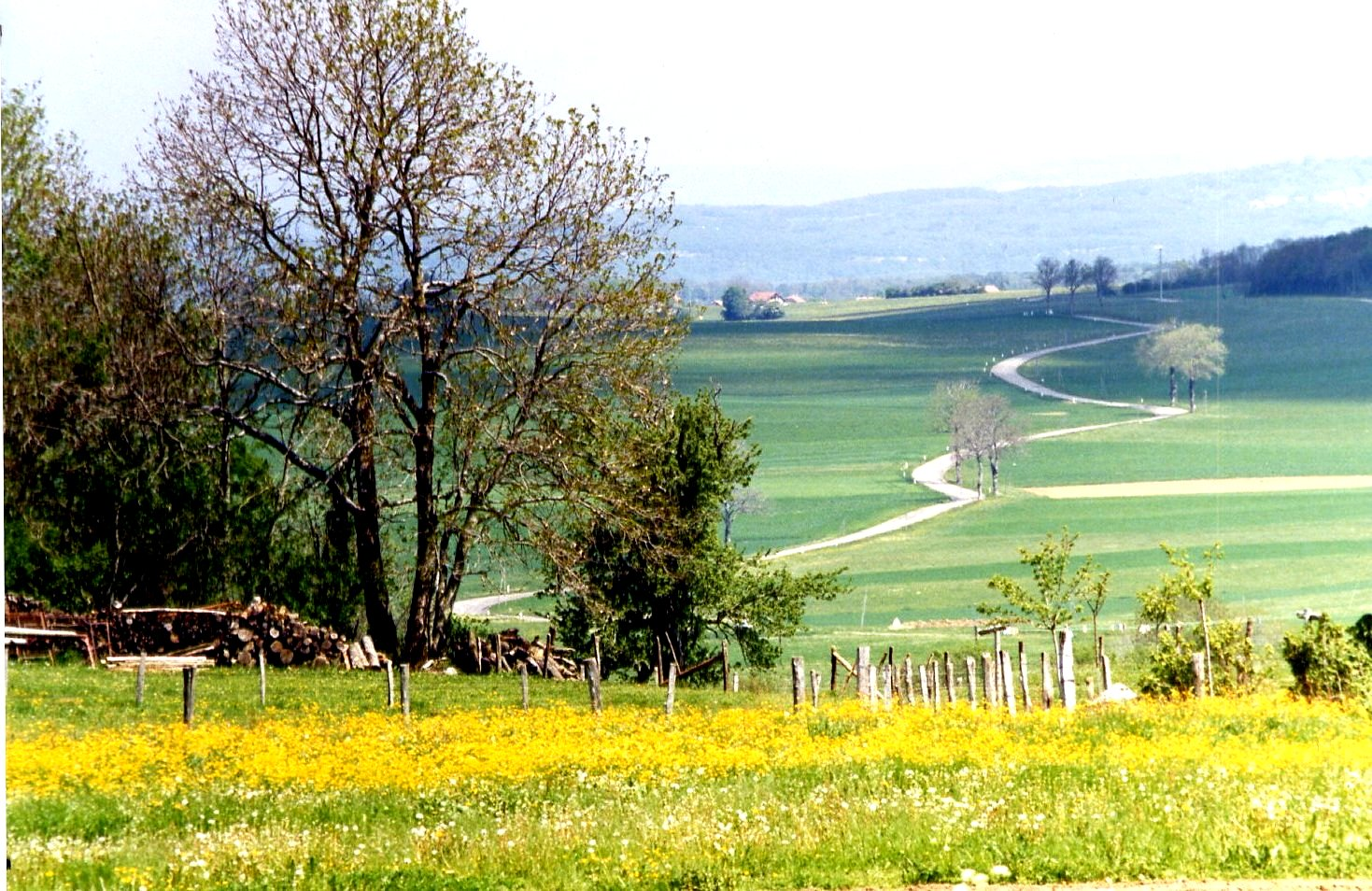
Le terroir céréalier de Déservillers : le plateau d'Amancey, côté Ouest (1983)

Jusqu'aux années 1960, l'économie de la commune a été essentiellement agricole, tournée vers l'élevage de polyculture, avec une forte orientation laitière. À cette époque encore, le village grouille de troupeaux qui pratiquent la remue pour la traite des vaches de race montbéliarde. Il existait un artisanat : forge, plusieurs menuiseries dont une PME, cordonnerie, bar tabac, café. Toutes ces activités ont décliné progressivement dans les années 1970-1980. La trentaine d'exploitations agricoles vivant au moment du 7e centenaire de la fruitière en 1973 s'est concentrée et ne donne, depuis le seuil de l'an 2000 qu'une poignée de grosses fermes, d'une taille moyenne quatre à cinq fois supérieure (70 à 150 hectares) à celles de la génération précédente.
L'orientation laitière et fromagère est confirmée par le maintien d'un atelier de fromagerie qui a dû migrer sur la commune de Septfontaines à 14 km à l'est. Le finage a gardé la même répartition entre les soles, céréales et prairies naturelles sur le plateau karstique, pâturages sur les crêtes et dans les talus marneux, forêt aux extrémités de la commune, la part des résineux progressant dans des exploitations familiales cédant à l'enrésinement là où les pentes étaient trop fortes.

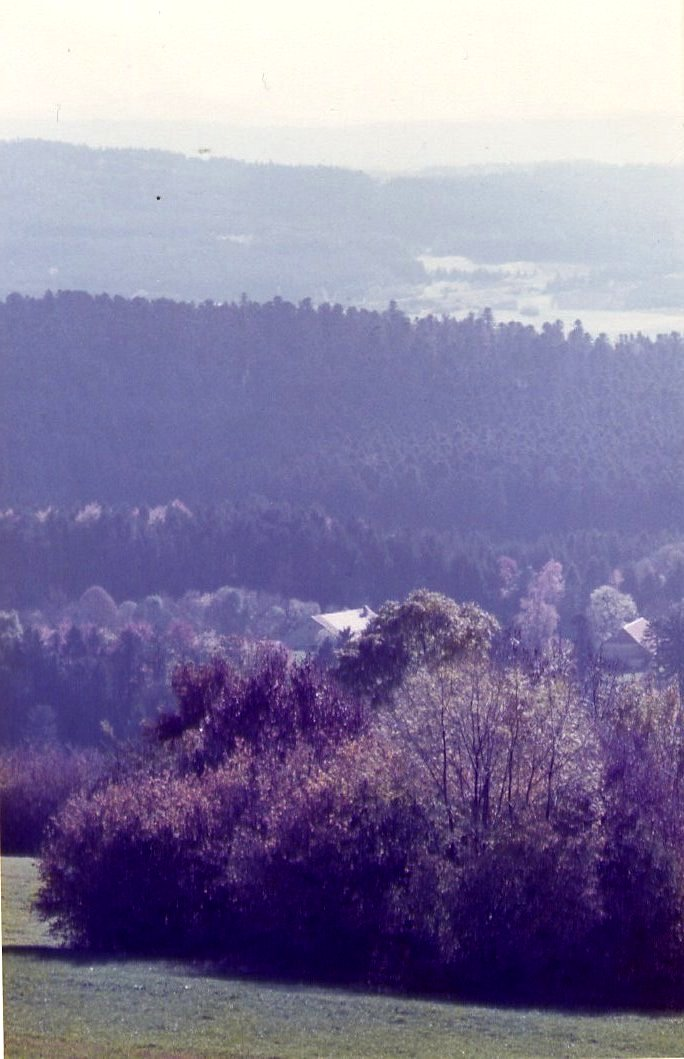
Les terroirs du bois et les pâturages vus de la Fly, côté Sud-Est (1983)

Les ressources communales ne sont pas négligeables, grâce à l'affouage qui se pratique toujours. Le tourisme est peu présent sur la commune, si ce n'est l'accueil de spéléologues depuis les années 1970, venus visiter le réseau du Verneau depuis les gouffres de Jérusalem, des Crêtes, des Biefs Boussets et de la Vieille Folle et l'installation de quelques gîtes ruraux. 
Une bonne part des résidents du village travaille désormais dans les bourgs environnants (Amancey, Ornans, Levier, Frasne, Salins) et les villes (Besançon, Pontarlier). La part des néoruraux est devenue si prépondérante que les élections municipales ont porté à la tête de la commune une maire d'origine belge témoignant de ces mutations. L'école a fermé une de ses classes, les enfants prenant le bus pour les villages environnant, le dernier commerce alimentaire a cessé à la fin des années 1990 mais le petit-fils de l'épicier a ouvert un fournil et une boulangerie bio en 2013. Le village vit une nouvelle histoire économique et sociale où les agriculteurs ne sont plus, loin de là, majoritaires dans la population active. 

## Activités culturelles
Un groupe de jeunes de Déservillers a développé une station de radio libre qui a émis pour la première fois avec une antenne plantée sur un mât en sapin le 5 avril 1986. Prospère et inventive, Villages FM qui fête bientôt ses 40 ans d'existence espère porter les couleurs de la ruralité locale grâce aux technologies numériques d'Internet. Elle diffuse ses programmes sur le 105.1 dans la Vallée de la Loue et le 107.4 en Franche-Comté.

## Culture locale et patrimoine

### Lieux et monuments
Selon l'archiviste Jean Courtieu, Déservillers est une très ancienne paroisse dont les premiers signalements datent de 1243. L'église actuelle est dédiée à sainte Agathe. Elle a été restaurée dans les années 1968 et 1990. Elle possède un berceau roman (avec deux bas reliefs, David tenant la tête de Goliath à gauche, un paysan frappant une chouette à droite) sur la porte d'entrée. Détruite pendant les guerres du XVIIe siècle, elle a été reconstruite à partir de 1730, sous Louis XV. Le clocher du XVe siècle a été conservé, le toit du clocher date de 1819 et il a été restauré dans les années 1970, paré de tuiles vernissées multicolores qui l'apparentent à la famille des clochers comtois à impériale.
Le retable du maître-autel a été sculpté par Augustin Fauconnet, le maître de Goux-les-Usiers en 1758. Un autre retable et le tabernacle datent de 1766. La chaire est sans doute de la même époque et du même artiste. Une peinture de l'Italienne sainte Agathe, patronne de la paroisse, orne la face centrale du retable principal, tandis qu'une sculpture de la sainte est située sur la chaire. Sainte Lucie à gauche et sainte Barbe à droite figurent des vierges martyres, vénérées au XVIIIe siècle. Retables et chaire ont été classés en 1916 et 1966 respectivement. Les bancs de la nef sont en bois tournés du XVIIIe siècle.
Au XIXe siècle, en plein maximum démographique, des travaux importants ont été entrepris. Une cloche a été fondue en 1836, des boiseries furent installées en 1843. L'orgue - une exception dans la région - aurait été réalisé en 1867 par un menuisier facteur d'orgue nommé Cailler, habitant le village, et restauré en 1968 et inauguré par le maître Michel Chapuis la même année. La toiture de l'église en lave a été tuilée en 1873 par un entrepreneur de Chantrans, un certain Delphin. Les tuiles vernissées  datent des travaux de 1968 qui ont vu la reconstruction d'un cimetière avec des caveaux en béton.
Enfin, plusieurs croix ont été plantées lors des missions d'évangélisation du XIXe siècle : notamment une croix de la Mission de 1873 à l'est du village et une côté ouest, ainsi qu'une statue de la Vierge encadrée de tilleuls et inaugurée le 15 août 1855, en pleine mariologie nationale après les apparitions de Lourdes et La Salette.

#### Autres bâtiments
La mairie-école date de 1849 et a été reconstruite après un procès contre un premier bâtiment portant des malfaçons. Elle a abrité à l'époque des classes publiques. Les sœurs de la Charité de Besançon sont venues ouvrir une école de filles, ainsi qu'une maternelle dans les années 1950. Les fontaines datent de 1859, il n'en reste que deux, mais à l'époque, elles remplacèrent de vieux bassins en bois. Le pont à bascule est mis au point en 1901 et l'électrification a été précoce, datant de 1904. Un maître d'école est installé dans le village depuis 1676. Une gare avait été prévue en 1902 par le Conseil général du Doubs qui voulait installer un embranchement d'Amancey à Levier sur la ligne du chemin de fer reliant Amathay à Besançon, mais le projet ne fut pas réalisé, sans doute du fait de la forte pente. Les premières voitures ne tardèrent pas à arriver au village, la première, une Panhard, avait été acquise par la famille Robert Comte dans les années 1930.

#### Curiosités
La commune est située sur le chevauchement tectonique entre deux plateaux et l'érosion karstique a donné lieu à des formes de relief en creux assez spectaculaires : de l'amont de Rochanon jusqu'à la résurgence du Verneau à Nans-sous-Sainte-Anne, ce sont pas moins de cinq gouffres qui jalonnent le réseau karstique connu pour être l'un des plus importants de la région (voir plus haut). Le gouffre de la baume des Crêtes est le plus accessible (photo) et il a été le point de départ d'expéditions spéléologiques fréquentes dès les années 1970. Un projet d'aménagement pour des visites touristiques pourrait voir le jour prochainement.

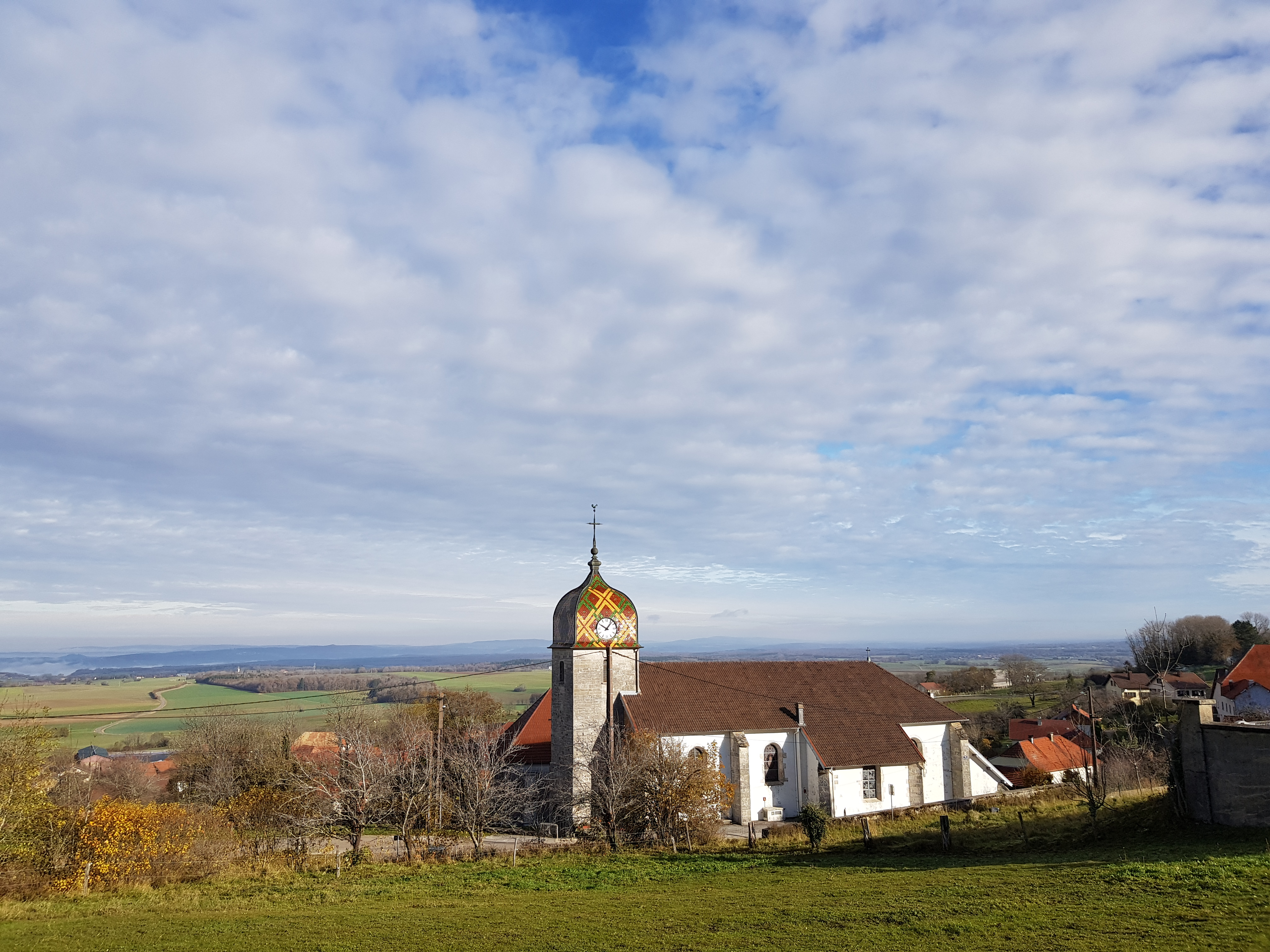
Eglise Sainte-Agathe et son clocher à impériale.
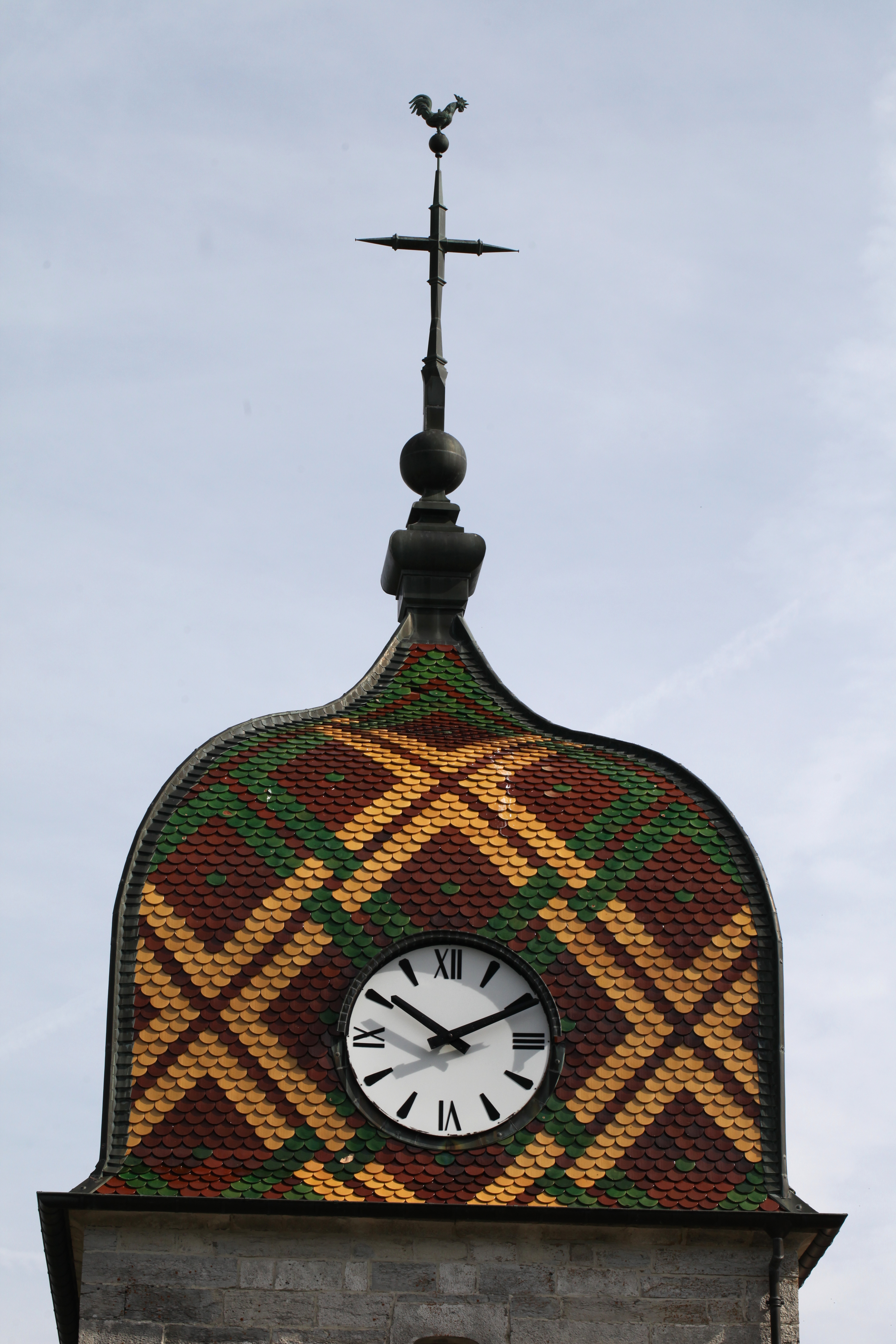
Détail du clocher.
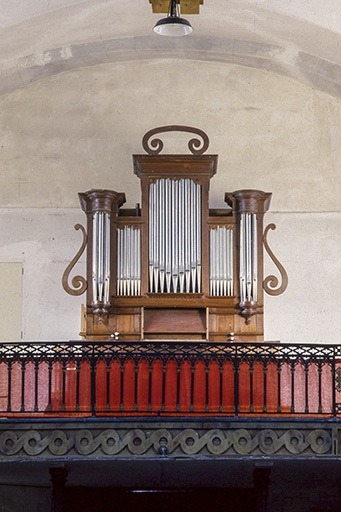
Orgue restauré en 1968 (Hartmann).
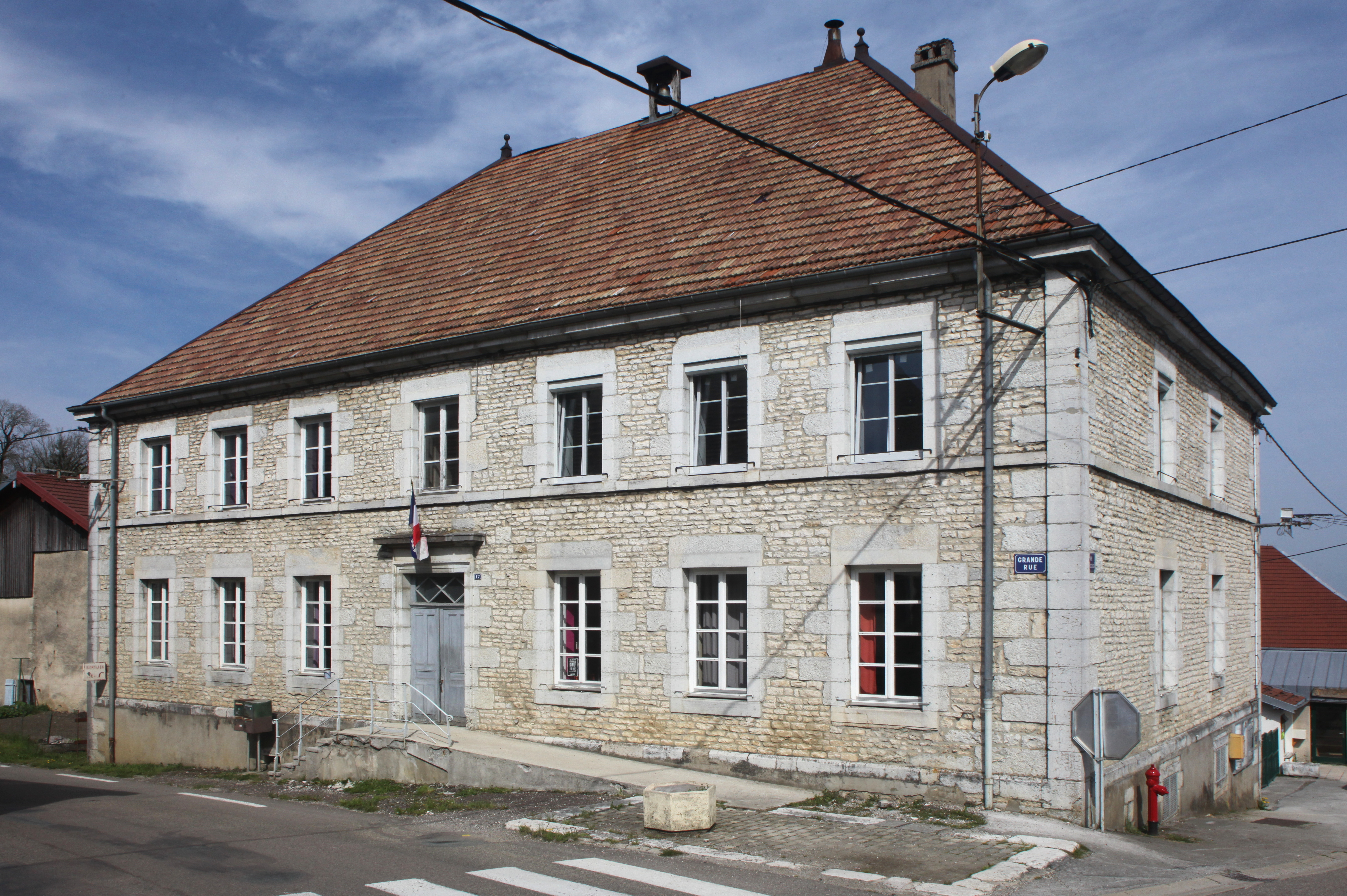
Mairie.
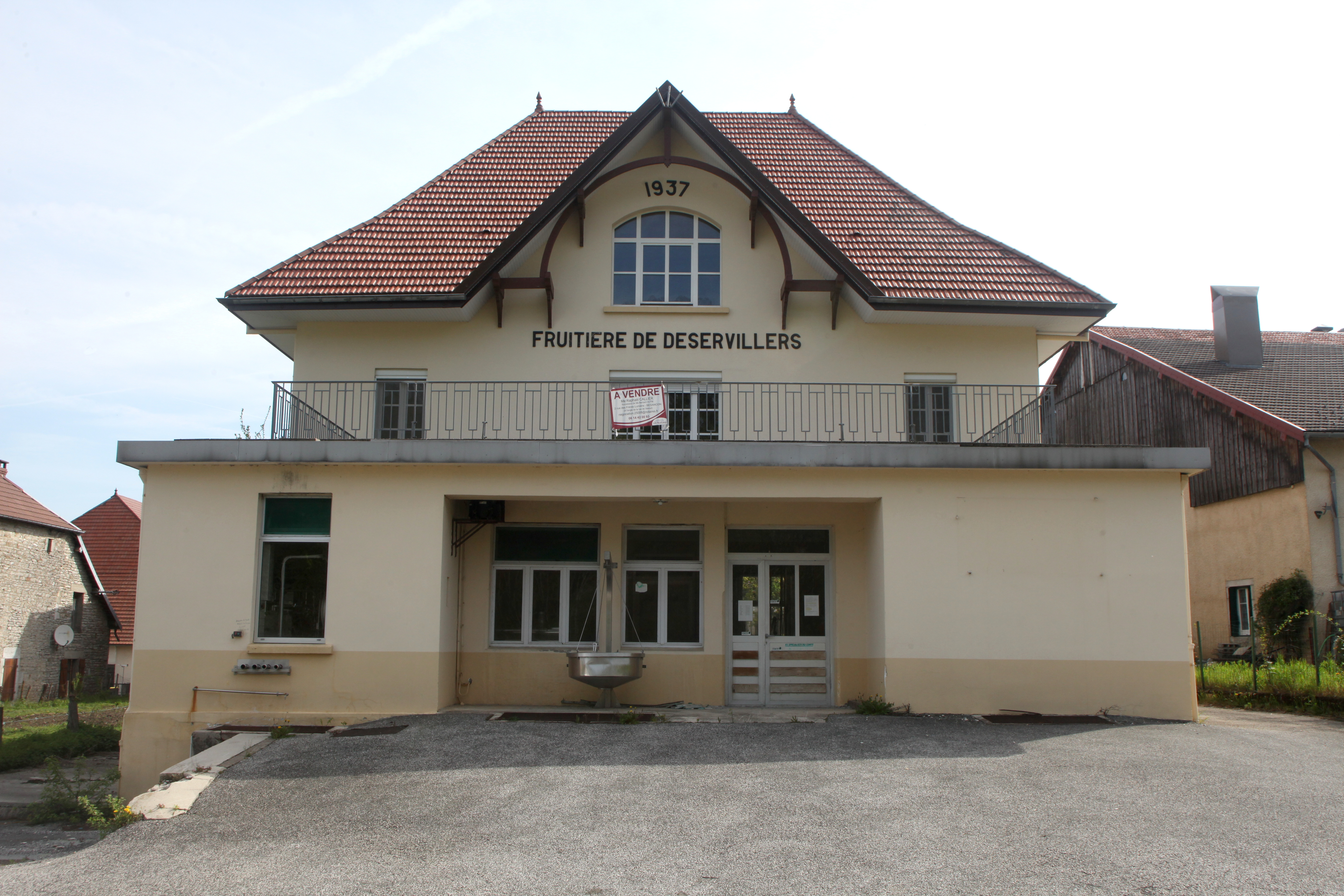
Ancienne fruitière.
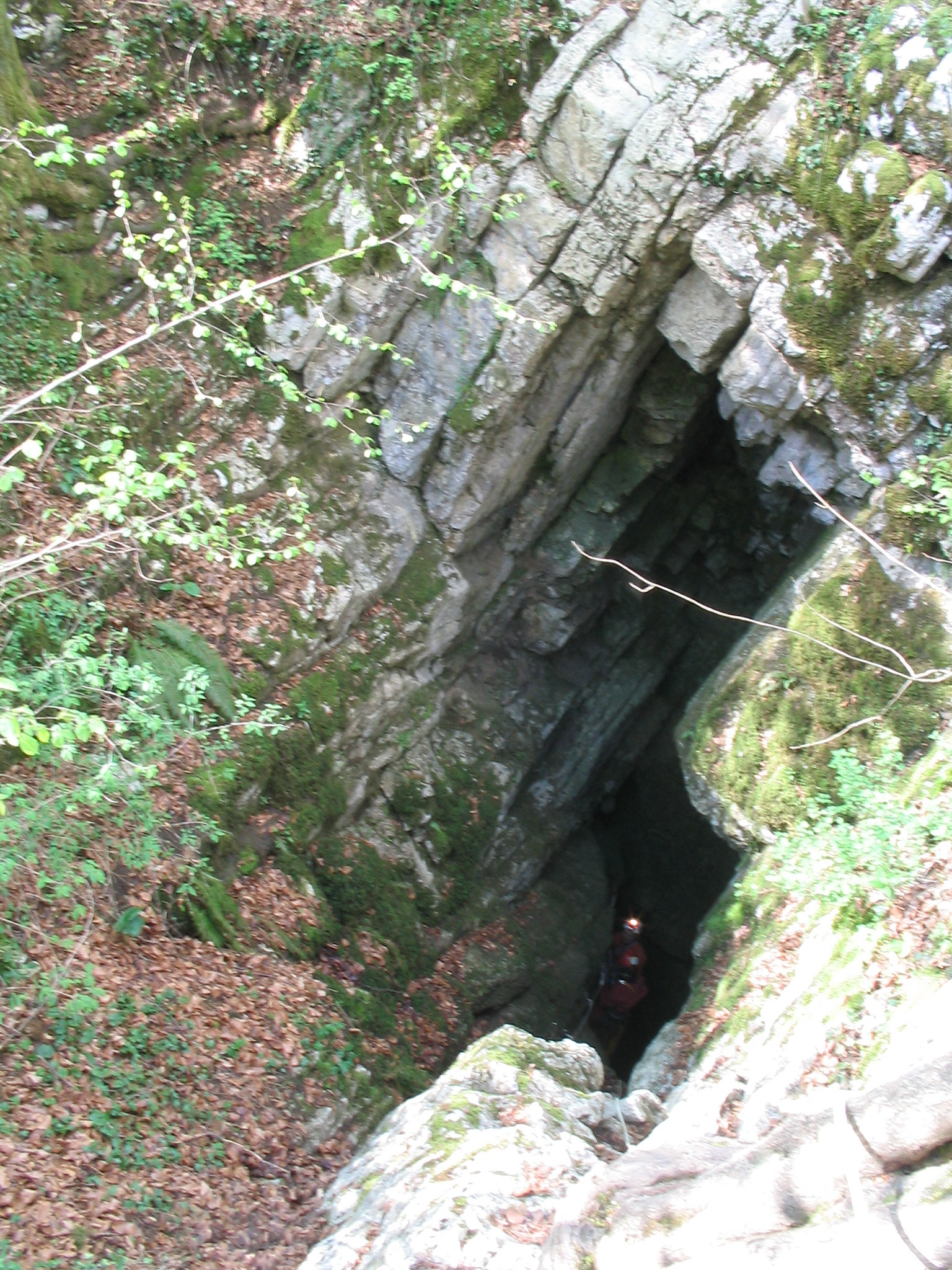
Gouffre de la Baume des Crêtes.
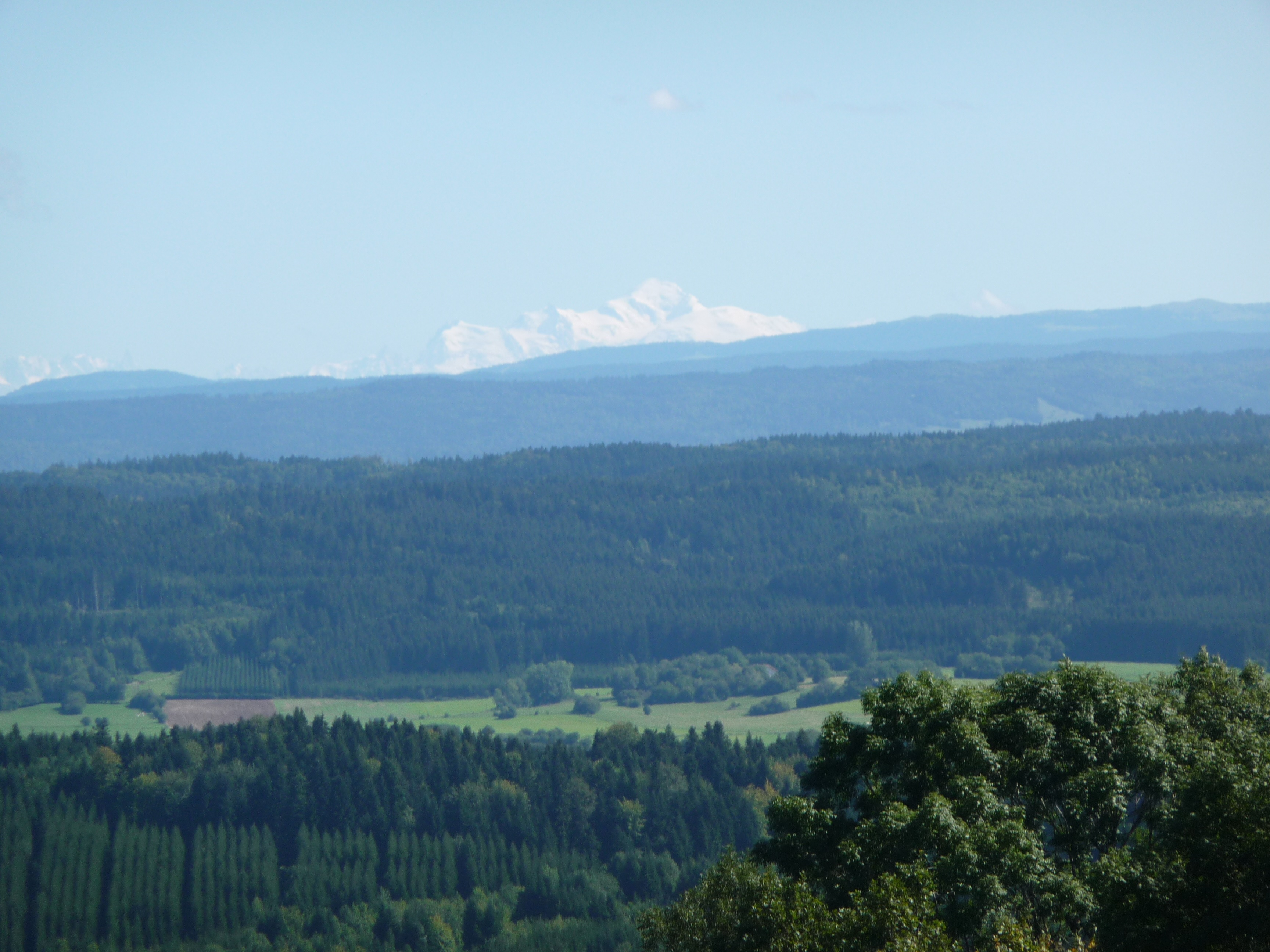
Le Mont Blanc, visible depuis la Fly, par beau temps

### Personnalités liées à la commune
- Jean-Agathe Micaud, notaire, maire de Besançon de 1835 à 1843, à l'origine de la promenade qui porte son nom au bord du Doubs.
- Gilles Fumey, géographe, professeur à Sorbonne Université.